# Claviger testaceus
Claviger testaceus é uma espécie de insetos coleópteros polífagos pertencente à família Staphylinidae.
A autoridade científica da espécie é Preyssler, tendo sido descrita no ano de 1790.
Trata-se de uma espécie presente no território português.